# Jole Baldaro Verde
Jole Baldaro Verde (Napoli, 19 settembre 1925 – Genova, 13 giugno 2012) è stata una scrittrice e pediatra italiana.
Insegnante di psicologia e ricercatrice, è stata autrice di numerose pubblicazioni, apprezzata per i suoi sforzi nell'affrontare i temi particolarmente difficili della sessuologia.

## Biografia
Jole Baldaro Verde inizia gli studi presso l'Istituto Magistrale Margherita di Savoia, a Napoli, presso cui si diploma del 1942. Nel 1946 si laurea in Materie Letterarie, mentre nel 1955 in Medicina e Chirurgia. Ottiene poi, rispettivamente nel 1956 e nel 1963, le specializzazioni in Pediatria e in Psicologia, entrambe con lode.
Durante la lunga carriera ricopre varie posizioni. Inizialmente è assistente volontario e poi straordinario presso la Cattedra di Pediatria, per poi diventare direttrice presso il Centro di Psicologia Clinica e presso la Clinica Pediatrica. Ottiene la Cattedra di Teorie della Personalità nel 1987.
Dal 1992 al 1994 Jole Baldaro Verde si impegna in ricerche interdisciplinari presso la Clinica Ginecologica dell'Università di Modena.

### L'attività didattica
- Esercitazioni riguardanti la Psicologia differenziale per gli studenti di Medicina 1969-1970
- Lezioni e Seminari di Psicologia Clinica, Psicologia dell'Età Evolutiva, Psicopedagogia per gli specializzandi delle scuole di Pediatria Neuropsichiatria Infantile, Psicologia dell'Età Evolutiva di Genova e Sassari 1961-1971
- Corso libero di Psicopedagogia, Facoltà di Lettere e Filosofia, Università di Genova 1971-1972
- Corso Parificato di Psicologia presso la stessa Facoltà 1972-1973
- Corso Istituzionale di Psicologia per incarico dal 1973 al 1987
- Corso Istituzionale di Teorie della Personalità dall'aprile 1987 al 1994
- Insegnamento di "Psicologia Scolastica ed orientamento scolastico e professionale" negli anni: 1968-69, 1969-70, 1970-71, e di Sessuologia nell'anno 1987-88 presso la Scuola di Specializzazione in "Psicologia dell'Età Evolutiva" dell'Università di Genova
- Didatta Formatore della Società Italiana di Sessuologia Clinica dal 1980
- Direttore e Didatta-Formatore della Scuola Superiore

### L'attività scientifica
Jole Baldaro Verde è stata:
- Membro della Società Italiana di Psicologia Scientifica.
- Membro della Società di Psicologia Scientifica di Lingua Francese.
- Membro della Società di Psicologia Applicata.
- Membro della Società Italiana di Sessuologia Clinica.
- Membro della Federazione Europea di Sessuologia.
- Membro dell'Accademia di Scienze Sessuologiche Polacche per meriti scientifici.
- Ha fatto parte del Direttivo della Società Italiana di Sessuologia Clinica (S.I.S.C.) dal 1979 al 1984 e dal 1984 al 1986 è stata Presidente della stessa.
- È stata Presidente del VII Congresso Nazionale della S.I.S.C. nel 1984.
- Co-presidente (con i prof.ri A.R. Genazzani e P. Marrama) del XIII Congresso di Sessuologia, (Della SISC, dell'AA.SE.CT e della SISS) a Modena, nel 1993.
- Co-Presidente (con i prof.ri A.R. Genazzani e L. Cersosimo) del II Congresso Nazionale sul: “Il Consultorio Familiare”; (Pisa, 2-4 ottobre, 1997) e del III Congresso Nazionale sul “Consultorio Familiare (Pisa, giugno 1998).
- Presidente dell'Associazione per la Ricerca in Sessuologia (A.R.S) dal 1984 al 1997.
- Presidente del Centro Interdisciplinare per la Ricerca in Sessuologia (C.I.R.S.) dal 1999 al 2007.
- Presidente della Federazione Italiana di Sessuologia scientifica dal novembre 2000 al 2004.
- Ha partecipato, invitata come relatore, a più di 100 Congressi nazionali ed internazionali.
- Gold Medal Award 2007 assegnato dalla WAS (World Association for Sexualt Health).
- Targa dell'Ordine dei Medici della Provincia di Genova per meriti scientifici riconosciuti internazionalmente 26 giugno 2008.

L'attività scientifica di ricerca, testimoniata, oltre che dalle presentazioni a volumi di autori diversi da 263 pubblicazioni di cui 226 attinenti alla Sessuologia è stata svolta in tre settori che riflettono l'attività effettuata in ambiti universitari specifici e con competenze specifiche.

## Le tematiche difficili
Negli anni trascorsi come scrittrice Jole Baldaro Verde si impegna a diffondere la conoscenza su temi particolarmente delicati come la sessualità nelle persone disabili, l'eros degli anziani, la masturbazione dei bambini, l'anatomia di rapporti sbagliati e frustranti.